# Cosmos (género)
Cosmos é um género de plantas anuais e perenes composto por cerca de 20-26 espécies, pertencente à família Asteraceae. É nativo do México (onde a maioria das espécies ocorre), sul dos Estados Unidos da América (Arizona, Florida), América Central e norte da América do Sul até ao Paraguai. São plantas típicas de baldios e prados.
Possuem porte herbáceo, podendo crescer entre 0,3 e 2m de altura. As folhas são simples, pinadas ou bipinadas, e dispostas em pares opostos. As flores são produzidas num capítulo, que possui um anel de floretes largos nas margens (as "pétalas" da flor) e um conjunto de floretes centrais férteis. A cor da flor é muito variável entre as diferentes espécies.

## Cultivo e uso
O género contém numerosas plantas ornamentais, populares em jardins, incluindo Cosmos bipinnatus (normalmente denominada apenas por "Cosmos"), C. atrosanguineus ("Cosmos de Chocolate") and Cosmos sulphureus ("Cosmos Amarela"). Numerosos híbridos e cultivares foram seleccionados e nomeados pelos aficionados.

## Espécies
Entre 20 a 26 espécies, entre as quais:
- Cosmos bipinnatus Cav.
- Cosmos caudatus Kunth
- Cosmos concolor Sherff
- Cosmos crithmifolius Kunth
- Cosmos deficiens (Sherff) Melchert
- Cosmos diversifolius Otto ex Otto
- Cosmos gracilis Sherff
- Cosmos herzogii Sherff
- Cosmos intercedens Sherff
- Cosmos jaliscensis Sherff
- Cosmos juxtlahuacensis Panero & Villaseñor
- Cosmos landii Sherff
- Cosmos langlassei (Sherff) Sherff
- Cosmos linearifolius (Sch.Bip.) Hemsl.
- Cosmos longipetiolatus Melchert
- Cosmos mattfeldii Sherff
- Cosmos mcvaughii Sherff
- Cosmos microcephalus Sherff
- Cosmos modestus Sherff
- Cosmos montanus Sherff
- Cosmos nelsonii B.L.Rob. & Fernald
- Cosmos nitidus Paray
- Cosmos ochroleucoflorus Melchert
- Cosmos pacificus Melchert
- Cosmos palmeri B.L.Rob.
- Cosmos parviflorus (Jacq.) Pers.
- Cosmos peucedanifolius Wedd.
- Cosmos pilosus Kunth
- Cosmos pringlei B.L.Rob. & Fernald
- Cosmos purpurens Sherff
- Cosmos purpureus (DC.) Benth. & Hook.f. ex Hemsl.
- Cosmos reptans Benth.
- Cosmos scabiosoides Kunth
- Cosmos schaffneri Sherff
- Cosmos scherfii Melchert
- Cosmos sessilis Sherff
- Cosmos sherffii Melchert
- Cosmos steenisiae Veldkamp
- Cosmos sulphureus Cav.
- Cosmos tenellus Kunth

## Galeria

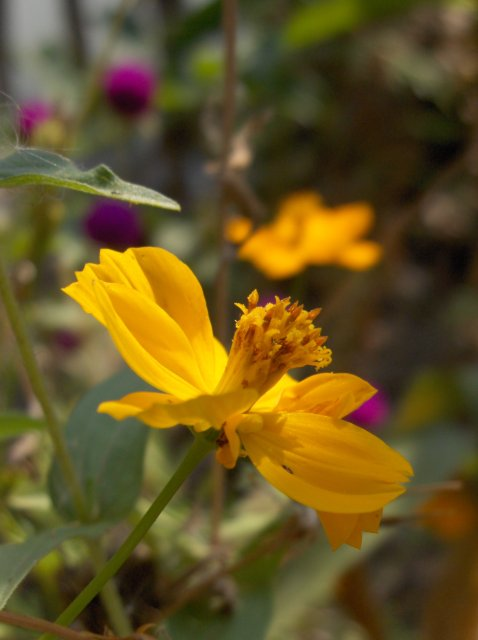
Flor de Cosmos na Tailândia
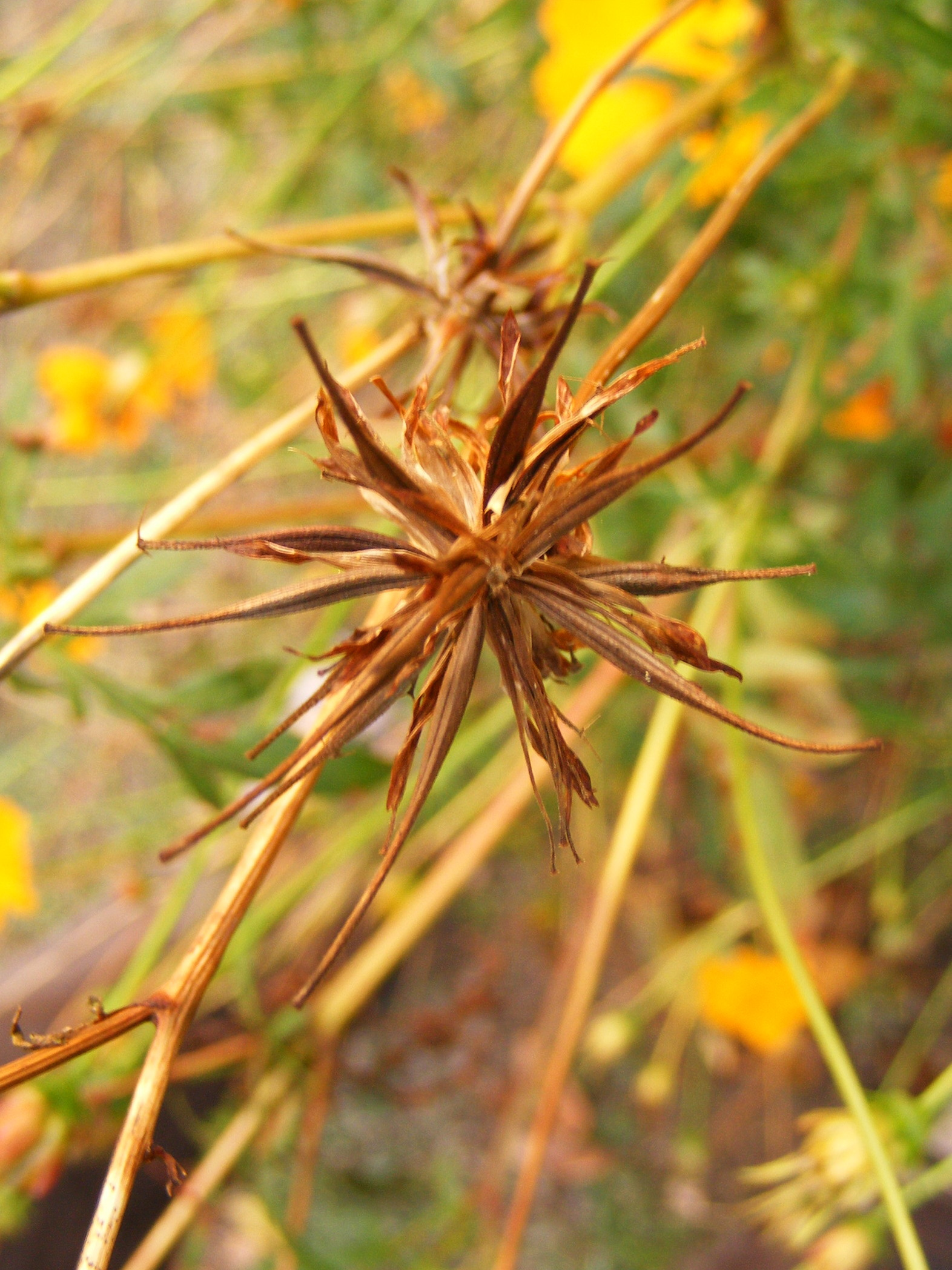
Sementes intactas na planta
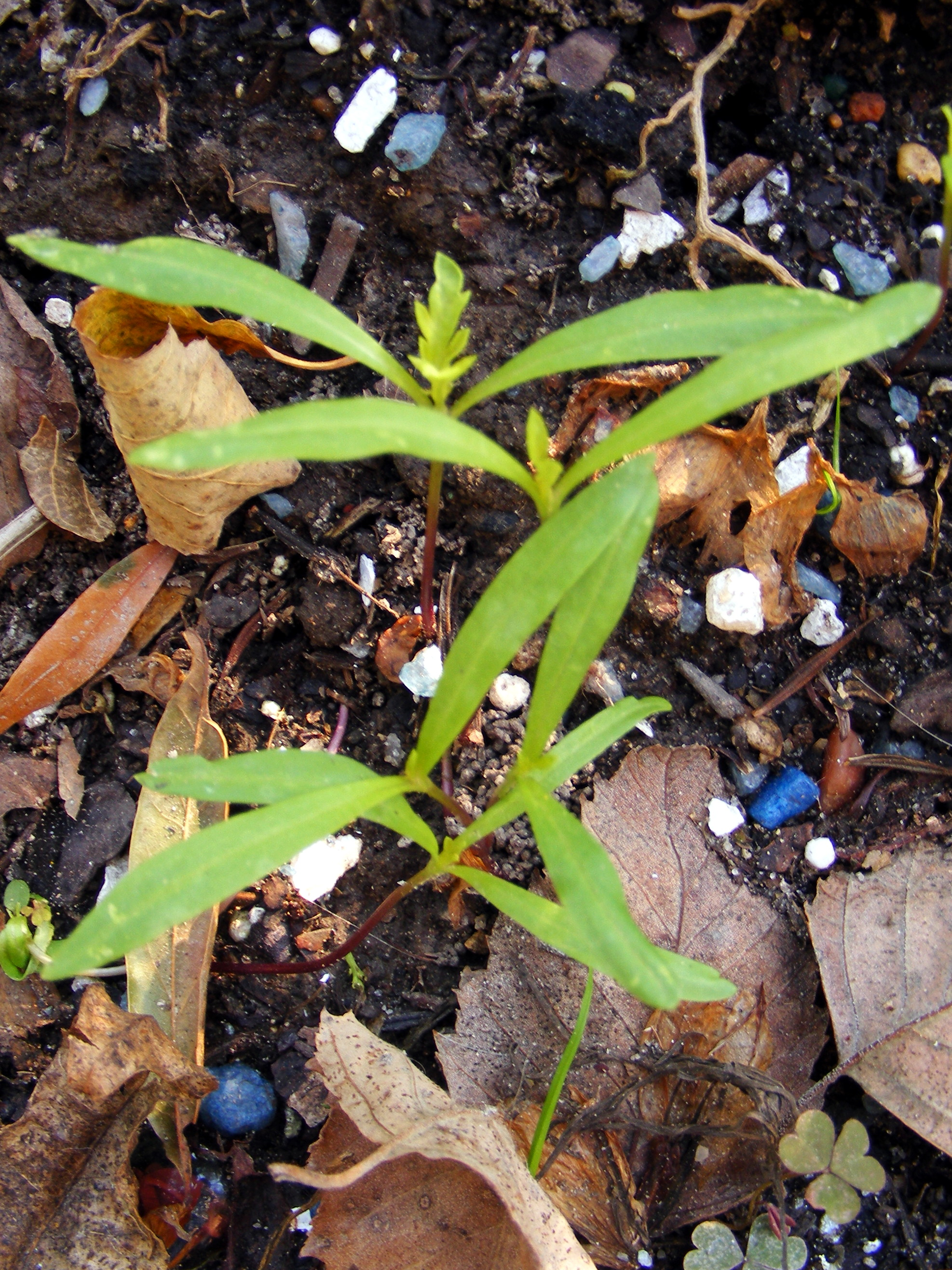
Rebentos de Cosmos sulphureus
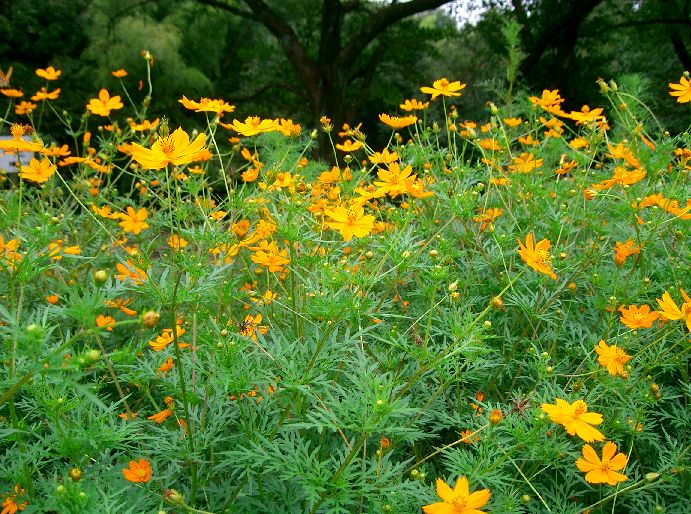
Cosmos sulphureus
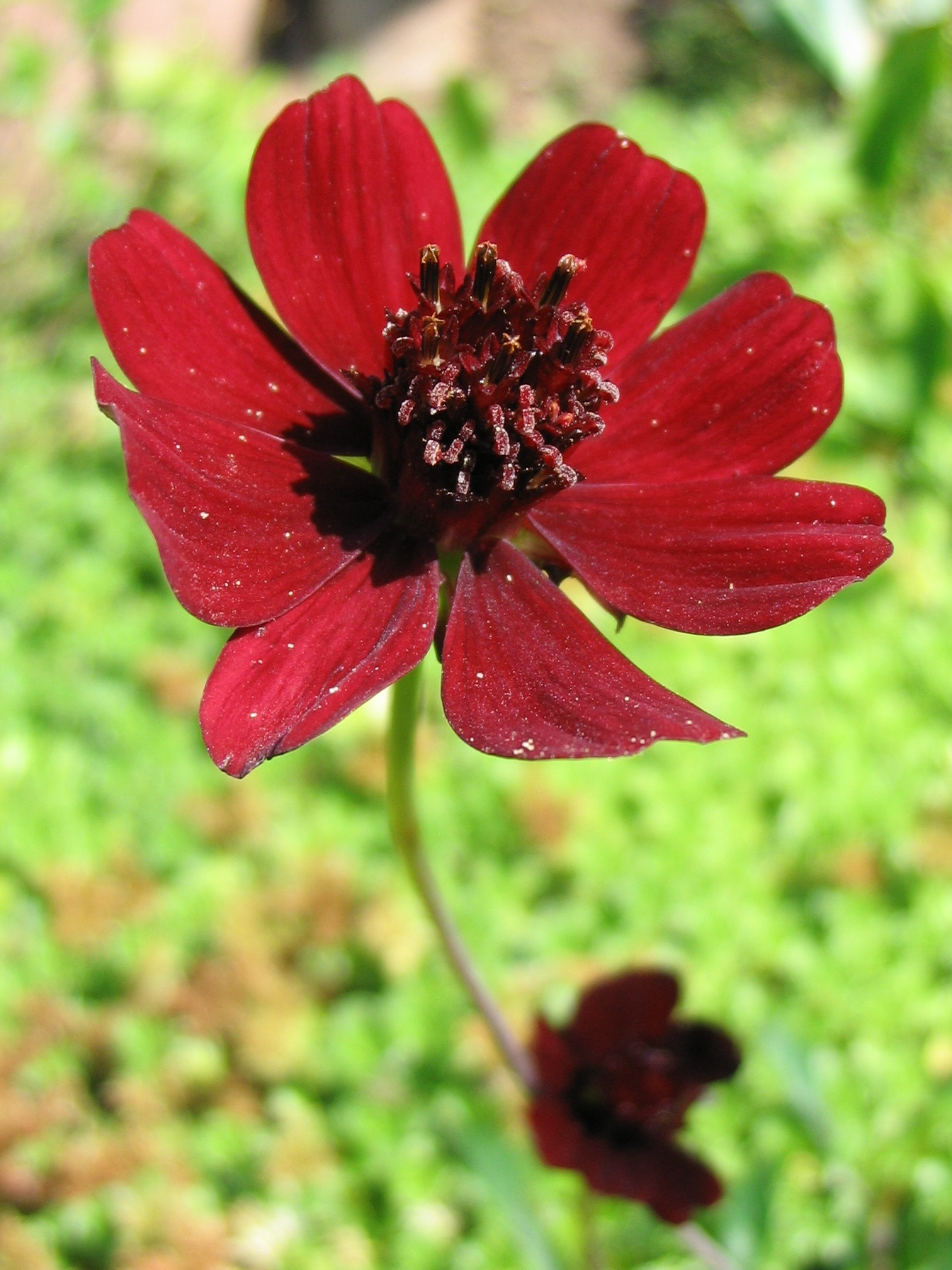
Cosmos atrosanguineus
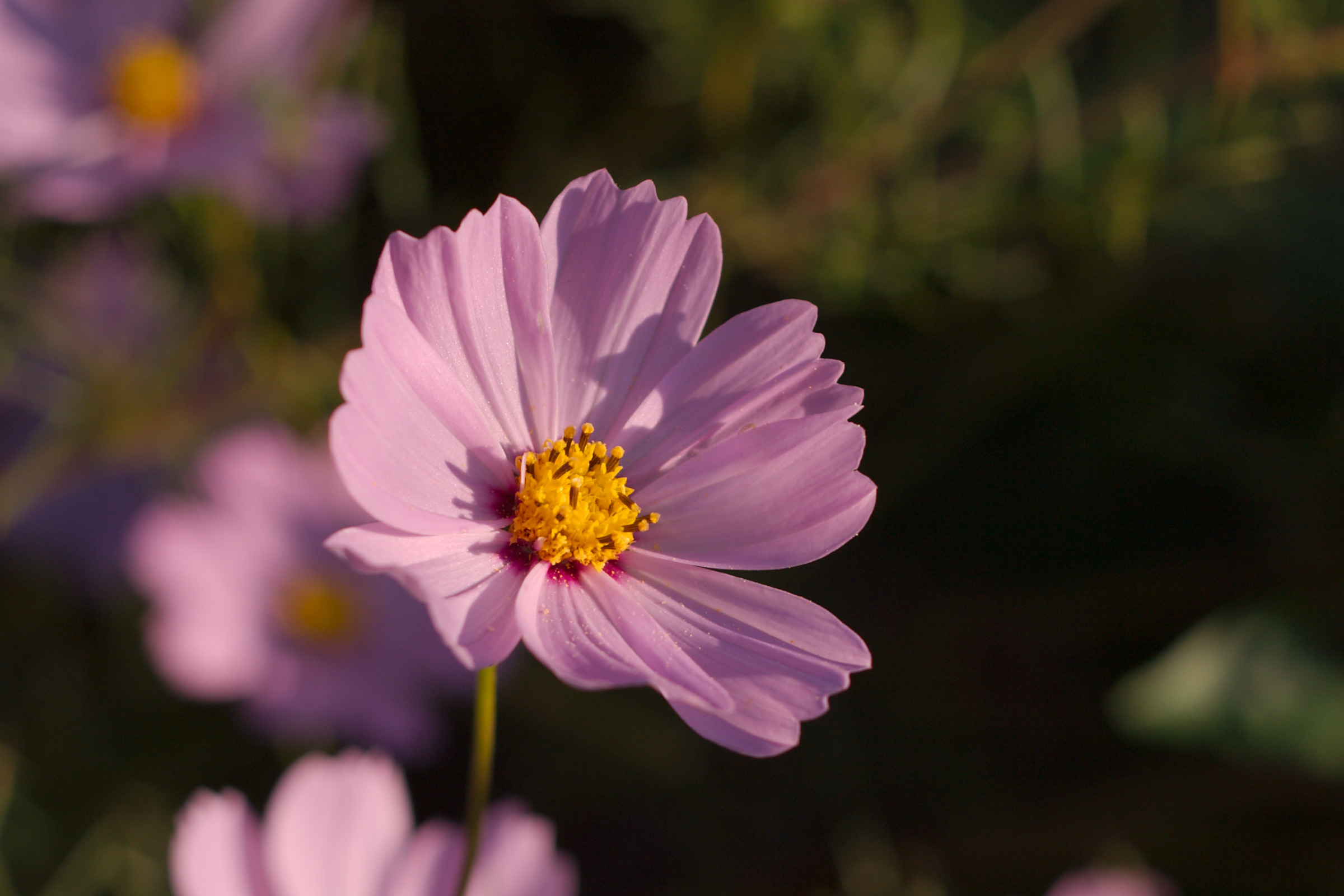
Cosmos bipinnatus
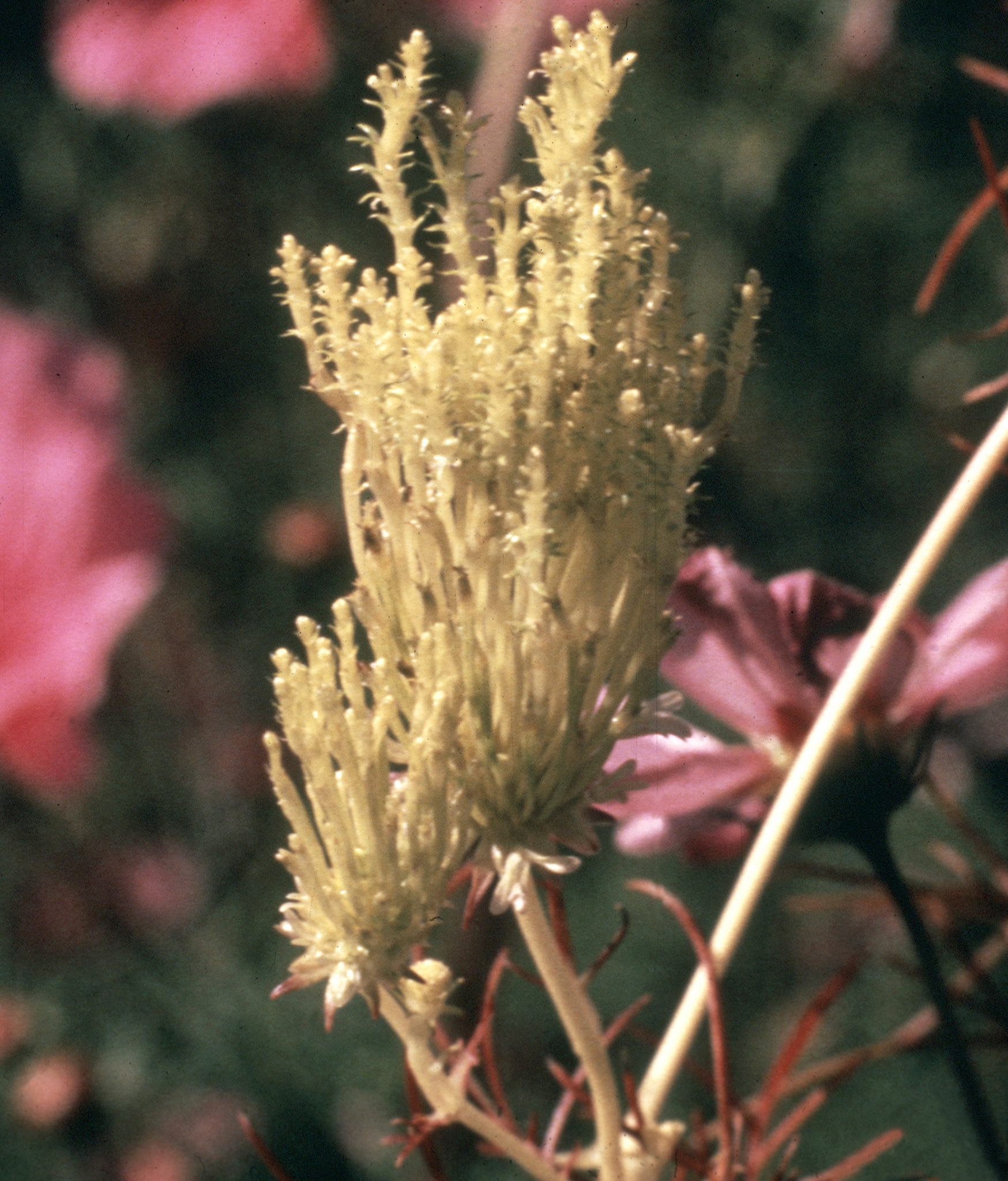
Cosmos spp. infectada com Phytoplasma causando filodia
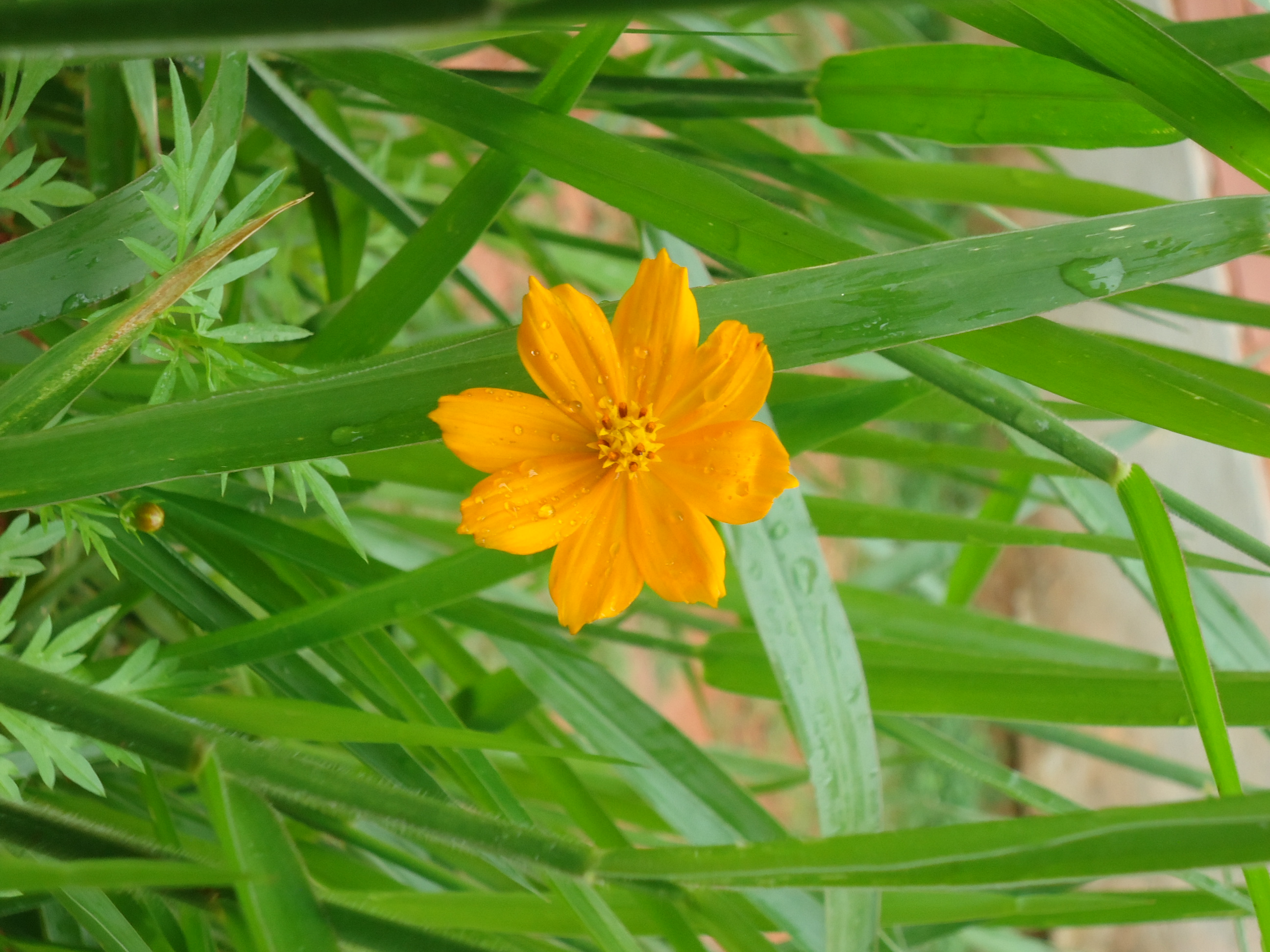
Cosmos sulphureus